# Eisstraße

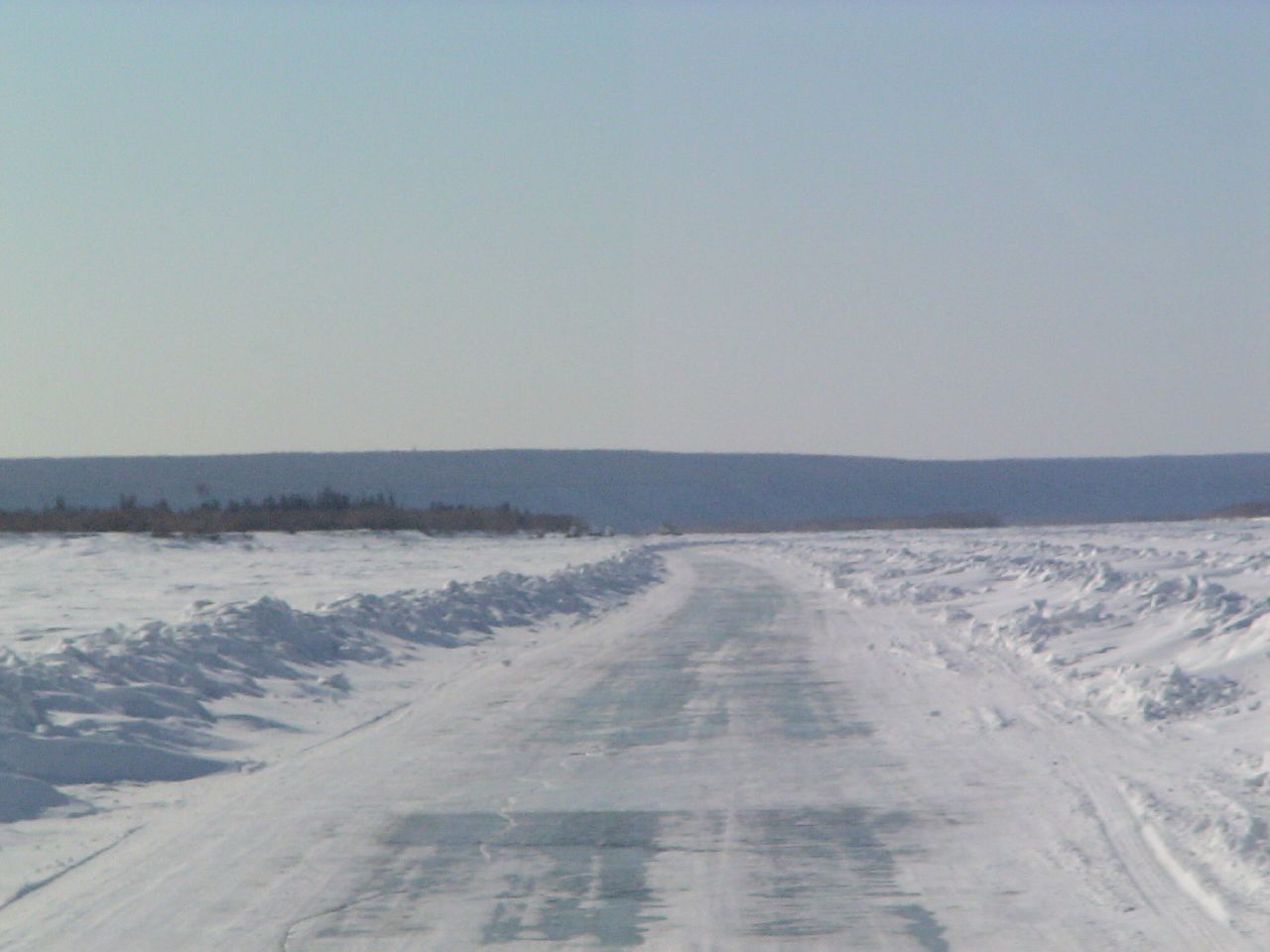
Eisstraße über die Lena

Eisstraßen – in Russland Simnik genannt – sind Verkehrswege, die über zugefrorene Seen, Flüsse oder Meeresgewässer führen.
In Ländern, in denen die klimatischen Bedingungen es zulassen, wie Schweden, Finnland, Estland, Kanada, den Vereinigten Staaten oder Russland, werden im Winter bei geeigneten Witterungsverhältnissen Eisstraßen eingerichtet. Diese können über vereiste Gewässer führen und somit Fährstrecken ersetzen. So richtet etwa die finnische Straßenverwaltung im Winter regelmäßig eine sieben Kilometer lange offizielle Eisstraße über den Pielinen-See ein, durch die sich die Entfernung zwischen Lieksa und Koli mehr als halbiert.
Früher wurde in kalten Wintern eine Eisstraße durch das Kvarken (Meerenge mit 80 km Breite und Inseln) über den Bottnischen Meerbusen zwischen Finnland und Schweden eingerichtet, etwa während des Winterkriegs 1939/40 und zuletzt 1966 und 1970. Seit aber Eisbrecher eine Fahrrinne im Bottnischen Meerbusen freihalten, ist das nicht mehr möglich.
In Estland werden im Winter bis zu sieben Eisstraßen für die Nutzung freigegeben.
Die längste Eisstraße Estlands verbindet die Ostseeinsel Hiiumaa mit dem Festland und ist rund 25 km lang.
Eine bekannte historische Eisstraße war die sogenannte „Straße des Lebens“, durch die Leningrad während der Belagerung im Zweiten Weltkrieg über den Ladogasee versorgt wurde. Auch können Eisstraßen in abgelegene Orte führen, in die keine befestigten Straßen führen. Dies gilt etwa für Tuktoyaktuk in den kanadischen Nordwest-Territorien, das im Sommer wegen der sumpfigen Tundraböden bis 2017 nur mit dem Flugzeug erreichbar war.
Als längste Eisstraße gilt die Tibbitt to Contwoyto Winter Road, die den Tibbitt Lake nahe der kanadischen Stadt Yellowknife über mehrere Gold- und Diamantenminen mit der 400 km nördlich gelegenen Jericho Diamond Mine verbindet. Sie hat eine Gesamtlänge von 568 km, von denen 73 km über Land gehen. Ihr Hauptzweck ist das Bewältigen von Schwerlasttransporten zur Versorgung der Minen. Sie ist nur etwa zwei Monate im Jahr geöffnet und die einzige Straßenverbindung des Territoriums Nunavut mit dem übrigen amerikanischen Straßennetz.
Von den Behörden eingerichtete Eisstraßen sind öffentliche Straßen, auf denen fast immer besondere Verkehrsregeln gelten. So gibt es aus Sicherheitsgründen ein Maximalgewicht für die passierenden Fahrzeuge. Auch gilt eine Höchstgeschwindigkeit, da bei deren Überschreitung die von den Fahrzeugen ausgelösten Wellenbewegungen unter dem Eis zu gefährlichen Rissen im Eis führen können. In anderen Fällen gilt umgekehrt eine Mindestgeschwindigkeit zur Verhinderung einer Resonanzkatastrophe durch zu langsames Fahren.
Eine Formel zur Berechnung der Tragfähigkeit findet sich im Artikel Eis.
Der Anstieg der Temperatur im Februar und März 2019 in Alaska um bis zu 20 °C gegenüber dem langjährigen Monatsschnitt verursachte eine Abnahme der Eisdicke und schränkte die Nutzbarkeit von Gewässern als Eisstraße in der Region ein.